# Synapomorphie
 (avril 2025).
Si vous disposez d'ouvrages ou d'articles de référence ou si vous connaissez des sites web de qualité traitant du thème abordé ici, merci de compléter l'article en donnant les références utiles à sa vérifiabilité et en les liant à la section « Notes et références ».
En phylogénie, une synapomorphie est un caractère dérivé (ou apomorphie) partagé par plusieurs sous-taxons et hérité d'un ancêtre commun. C'est l'un des critères permettant de définir un taxon.

## Étymologie
Le terme synapomorphie vient du grec ancien συν / syn, « commun », απο / apo, « dérivé de » et μορφή / morphi, « forme », et signifie donc « forme dérivée partagée ».

## Clade
L'existence d'une synapomorphie permet d'identifier un groupe monophylétique, ou clade, auquel on peut le cas échéant attribuer une dénomination, ou nom de taxon. Certains membres du clade peuvent toutefois avoir perdu ce caractère commun, ou avoir produit à cet endroit une nouvelle apomorphie.
Notons qu'un taxon n'est pas nécessairement défini par une synapomorphie. Il peut aussi être défini en tant que groupe-couronne ou en tant que sous-groupe immédiat d'un groupe-couronne, conformément au Code international de nomenclature phylogénétique, ou PhyloCode. Un taxon doit toutefois nécessairement être un clade pour être valide dans un cadre cladistique.

## Homologie
L'homologie de caractères est une notion un peu plus large que la synapomorphie. En effet des caractères homologues sont certes issus d'un ancêtre commun, mais il peuvent être aussi bien génétiques qu'anatomiques.

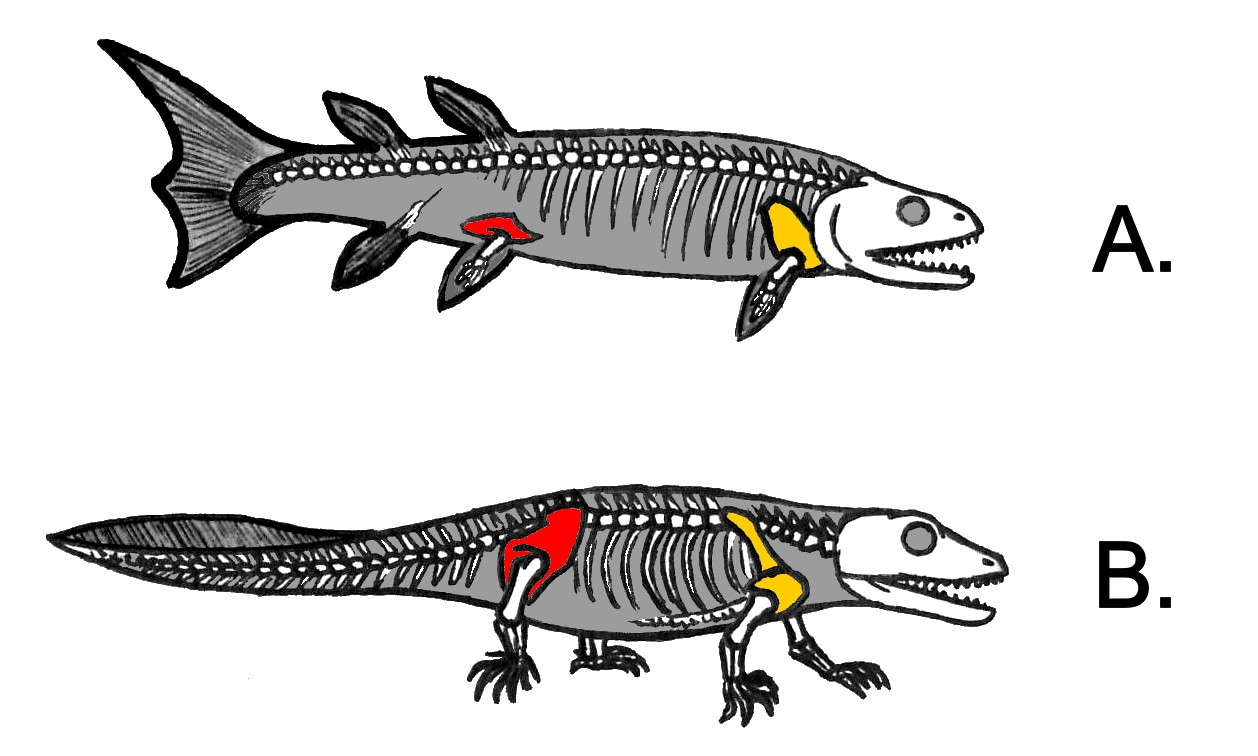
Synapomorphies des poissons à membres charnus (A) et des tétrapodes (B) : le squelette interne des membres pairs antérieurs et postérieurs s'articule sur les ceintures par un os unique (homologue de l'humérus et du fémur humain).

## Exemples de synapomorphies
Les Tétrapodes sont caractérisés par la possession de membres chiridiens.
Parmi les espèces actuelles, l'existence de plumes et la transformation de la clavicule en une fourchette sont des caractères propres aux Oiseaux.
Les Mammifères ont des mammelles pour allaiter leurs petits, et possèdent une toison de poils.
Les Primates ont un pouce opposable aux mains et aux pieds, ce qui est une adaptation à la vie arboricole, et des ongles à la place des griffes.
Les Artiodactyles sont caractérisés par un nombre pair de doigts.

## Autres cas d'isomorphie
Il existe dans la nature des ressemblances morphologiques entre taxons qui ne sont pas des synapomorphies.

Illustration de synapomorphie et symplésiomorphie

### Symplésiomorphie
Un caractère partagé par plusieurs taxons peut être hérité d'un ancêtre commun mais considéré comme ancestral : c'est alors une symplésiomorphie. Ses porteurs forment un groupe paraphylétique, puisqu'il manque les porteurs du caractère dérivé pour constituer un groupe monophylétique.

### Homoplasie
La présence de caractères qui se ressemblent chez plusieurs taxons est loin d'être toujours une synapomorphie. En effet, la convergence évolutive est susceptible de faire apparaitre indépendamment des caractères semblables dans plusieurs lignées évolutives. Par exemple, les ailes sont apparues indépendamment chez les ptérygotes (sous-classe d'insectes ailés), les ptérosaures, les chauves-souris (ordre des chiroptères, mammifères), et les oiseaux (classe des Aves).